# Asterix (stripfiguur)
Asterix is een personage uit de gelijknamige stripserie van de Franse schrijver René Goscinny en tekenaar Albert Uderzo. Hij heeft de hoofdrol in deze serie.

## Personage
Asterix is de voornaamste protagonist van de reeks. Hij is een tenger figuur met blond haar en een blonde snor. Ondanks zijn geringe lengte is hij erg slim en dapper. Hij woont in een fictief Gallisch dorpje in Armorica (Bretagne) dat als enige dorp in heel Gallië de Romeinen heeft kunnen weerstaan. Asterix draagt in het dagelijks leven altijd een helm met twee vleugels erop. De stand van deze vleugels is vaak in overeenstemming met Asterix' humeur (zo hangen ze slap naar beneden als hij neerslachtig of kwaad is). Verder een zwarte mouwloze tuniek, rode broek, bruine sloffen en slechts heel zelden iets van een jas of mantel.  Zijn zwaard draagt hij in een blauwe schede met goudgele decoratie, aan een groene riem met 3 gouden schijven.
Asterix is vrijgezel en de beste vriend van de menhirhouwer Obelix. Asterix is op dezelfde dag geboren als Obelix. Hij staat in zijn dorp bekend als een van de slimste, meest dappere en meest integere onder de inwoners. Derhalve krijgt hij vaak de gevaarlijke en exotische missies toegewezen. Hoewel hij net als zijn dorpsgenoten van een goed gevecht houdt, zoekt hij niet moedwillig vechtpartijen op (iets wat de meeste andere Galliërs wel doen). In plaats daarvan houdt hij zijn mede-Galliërs in de gaten. In gevechten vertrouwt Asterix vooral op diens sluwheid en intelligentie, enkel zich beroepend bij noodzaak op de bovenmenselijke kracht die de toverdrank van de druïde Panoramix hem geeft. Asterix heeft tevens altijd een (kort) zwaard bij zich, waar hij behoorlijk mee kan vechten (voor de zeer weinige momenten dat hij het effectief gebruikt).
In tegenstelling tot veel van de dorpsgenoten is hij niet bijgelovig, al vreest hij net als iedereen de dag dat de hemel op ieders hoofd zou vallen. Niettemin heeft hij een sterk eergevoel, en is zijn trouw aan het dorp onweerlegbaar.
Net als Obelix wordt de naam van Asterix (buiten het toevoegen of weglaten van een accent op de e) niet veranderd in vertalingen, in tegenstelling tot heel veel andere figuren in de reeks.

## Familie
Van zijn familie is alleen bekend dat zijn ouders Praline en Astronomix heten (zie Het pretpakket) en, samen met de ouders van Obelix, baten ze een souvenirwinkel uit in Condatum (Rennes; zie Asterix en Latraviata). Verder heeft Asterix een Britse neef, Notax, die zijn hulp komt zoeken in de strijd tegen de Romeinen in Asterix bij de Britten.
Qua relaties kent Asterix weinig ernstige pistes, al is er de aantrekking die hij had van Maeva in De roos en het zwaard en de affectie van Latraviata in Asterix en Latraviata. In dat laatste verhaal onderneemt Asterix' moeder Praline wel meerdere pogingen om haar zoon te koppelen, maar dit mondt uiteindelijk nergens op uit.